# República Centralista (México)
 A República Centralista do México, denominada República Mexicana, foi um regime político instaurado no México em 26 de outubro de 1835, depois da abolição da constituição mexicana de 1824.  O regime unitário foi estabelecido formalmente em 20 de dezembro de 1835, depois da promulgação das Siete Leyes.  
A república centralista durou quase onze anos. Em 22 de agosto de 1846, o presidente interino José Mariano Salas, decretou uma lei que restaurava a constituição de 1824, acarretando o regresso do federalismo
O governo centralista foi uma experiência caótica, o qual gerou uma grave instabilidade política, combates armados como a rebelião na região de Zacatecase, em 1835 , a revolução do Texas, a separação de Tabasco, a independência de Coahuila, Nuevo León e Tamaulipas que formaram a República do Rio Grande e finalmente a formação da República de Yucatán
A República foi governada por onze presidentes, mas nenhum conseguiu completar seu mandato.
Durante a sua existência houve dois conflitos internacionais: a Guerra dos pastéis, provocada por reclamações econômicas do governo francês ao governo mexicano e a Guerra Mexicano-Americana, consequência da anexação do Texas ao Estados Unidos. 